# Ramon Fernandez (scrittore)
Ramón María Gabriel Adeodato Fernández (XVII arrondissement di Parigi, 18 marzo 1894 – VI arrondissement di Parigi, 3 agosto 1944) è stato uno scrittore, giornalista e critico letterario francese, nato da padre messicane e madre francese. Nel periodo tra le due guerre fu dapprima un attivista comunista, ma durante la seconda guerra mondiale divenne collaborazionista.

## Biografia
Ramon Fernandez nacque da Jeanne Gabrié (figlia del poeta tolonese Alfred Gabrié), e da Ramón Fernández de Arteaga (appartenente alla nobiltà messicana), laureato alle Arts et Métiers, allora diplomatico presso l'ambasciata del Messico a Parigi, morto accidentalmente nel 1905 – lo stesso anno di suo padre, un giovane medico promosso capitano di cavalleria, poi nominato governatore di un distretto in Messico –.
Ottenne la nazionalità francese nel 1919, si sposò Liliane Chomette (1901-1985), ex studentessa dell'École normale supérieure de jeunes filles, e poi professoressa di letteratura. Assieme ebbero due figli: Irène e il celebre accademico Dominique Fernandez, che dedicò un libro a suo padre in cui si interroga «sul suo destino, che rimane in parte enigmatico». Dominique Fernandez aggiunse:
Avendo avuto una relazione con la pianista Youra Guller, Ramon Fernandez divorziò nel 1939. I suoi figli, Dominique e Irène, che all'epoca si stabilirono con la madre, ebbero poco a che fare con il loro padre in vita. Ramon Fernandez si risposò poi con Betty Bouwens (nipote dell'architetto William Bouwens van der Boijen). Durante la guerra, vissero sempre a Parigi, in un appartamento in affitto di Marguerite Duras, nell'edificio di rue Saint-Benoît al civico 5, dove si incrociarono collaborazionisti e combattenti della resistenza. La coppia Fernandez è stata la fonte d'ispirazione del romanzo L'Amant, scritto proprio da Marguerite Duras.
La Chomette si risposò, dopo la fine del confitto bellico, con lo storico italiano Angelo Tasca (nel 1946).

## Opere
Alcune opere:
Saggi
- Messages (1926);
- Vie de Molière (1929);
- André Gide (1931).

Romanzi
- Le pari (premio Femina 1932);
- Les violents (1935).